# Alsace Manor
Alsace Manor est une census-designated place du comté de Berks, en Pennsylvanie, aux États-Unis.

## Géographie
Alsace Manor se trouve au nord-est des États-Unis, dans l'est de l'État de Pennsylvanie, au sein d'Alsace Township dans le comté de Berks, dont le siège de comté est Reading. Ses coordonnées géographiques sont 40° 23′ 59″ N, 75° 51′ 38″ O.

## Démographie
Au recensement de 2010, sa population était de 478 habitants.